# Leucania aureola
Leucania aureola là một loài bướm đêm trong họ Noctuidae.